# 張澯 (正德進士)
張澯（1487年—1524年），字景川，廣東承宣布政使司廣州府順德縣（今廣東省順德縣）人，明朝政治人物。

## 生平
正德五年（1510年）庚午科廣東鄉試第四十三名。正德六年，登進士第三甲第四十九名。授建平縣知縣，因忤逆巡江御史賀洪，改調為廣昌縣知縣。此後因賀洪降職，張澯升任禮部主事，此後升任員外郎。大禮議事件中，因反對世宗而被受杖刑而亡。

## 家族
曾祖父張秉壬。祖父張善昭，任按察司僉事，曾上疏請求寬恕練子寧後代戍臨江者，為時論所稱頌。父親張金，曾任義官。母梁氏。

## 延伸阅读
[在维基数据编辑]
 《國朝獻徵錄·卷之九十八》，出自焦竑《國朝獻徵錄》
 《明史卷一百九十二》，出自《明史》